# Yu Jiao Li

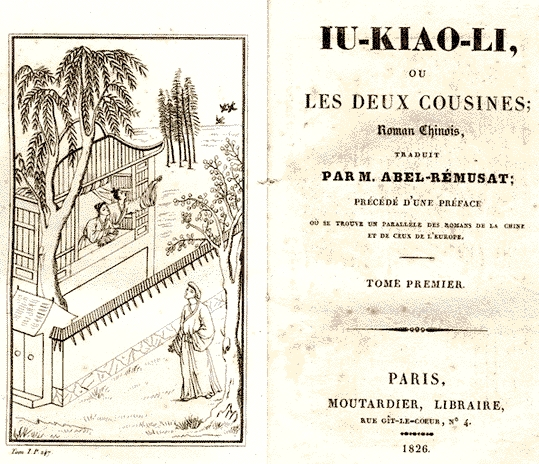
Version en français de Jean-Pierre Abel-Rémusat

Yu Jiao Li (Chinois: 玉嬌梨/玉娇梨, yù jiāo lí, Yü chiao li), est un roman chinois d'un lettré et d'une beauté (caizi jiaren 才子佳人). Jean-Pierre Abel-Rémusat a traduit le roman en français avec le titre Iu-kiao-li, ou les deux cousines.
Song Geng (C: 宋 耕, P: Sòng Gēng), l'auteur de The Fragile Scholar: Power and Masculinity in Chinese Culture et Chloë F. Starr, l'auteure de Red-Light Novels of the Late Qing, ont écrit que Yu Jiao Li est l'un des romans caizi-jiaren les plus connus,.